# Paramecium bursaria
Paramecium bursaria – gatunek protista z typu orzęsków (Ciliata) i rodzaju Paramecium (pantofelki). Rodzaj, do którego zaliczono ten gatunek, podzielono na podrodzaje i P. bursaria zaliczono jako jedyny gatunek do podrodzaju Chloroparamecium. Swą zieloną barwę orzęsek ten zawdzięcza endosymbiotycznym glonom m.in. z rodzaju chlorella (Chlorella), które rozsiane są w cytoplazmie komórki. Zarówno te glony, jak i opisywane pantofelki mogą żyć osobno. P. bursaria jest pospolity w wodach słodkich, chociaż mniej znany niż P. caudatum lub P. aurelia.

## Systematyka
Rodzaj Paramecium podzielono na podrodzaje, przy czym P. bursaria należy jako jedyny przedstawiciel do podrodzaju Chloroparamecium.
Zmienność haplotypów COI mitochondrialnego DNA (mtDNA) sugeruje, że w obrębie gatunku istnieją kryptyczne gatunki: Paramecium primabursaria, P. bibursaria (zasięg występowania Eurazja, ten drugi występuje też w Australazji), P. tribursaria (występuje głównie w Azji Wschodniej, spotkany też w Ameryce Północnej i Europie), P. tetrabursaria (gatunek wyłącznie północnoamerykański) oraz P. pentabursaria (odnaleziony w dwóch lokalizacjach w Europie). Jednakże, taksony te nie zostały opisane zgodnie z Międzynarodowym Kodeksem Nomenklatury Zoologicznej (ICZN), który wymaga formalnych opisów i deponowania okazów typowych w muzeach publicznych.

## Budowa
Protist długości 80–150 μm. Jest to krótki i szeroki orzęsek, o komórce w kształcie stopy (jej odcisku). Gatunek jest stosunkowo szeroki i krótki, ukośnie zgięty lub zaokrąglony z przodu, mocno zaokrąglony z tyłu i spłaszczony grzbietowo-brzusznie. Swą zieloną barwę orzęsek ten zawdzięcza endosymbiotycznym glonom, które rozsiane są w cytoplazmie komórki. Widoczne jest szerokie zagłębienie okołogębowe. Komórka pokryta jest, jak inne orzęski, włosowatymi organellami zwanymi rzęskami. Rzęski jednolitej długości, z wyjątkiem dłuższych tworzących pęczek na tylnej części (ang. caudal cilia). Wokół cytostomu rzęski tworzą błoniaste pseudomembranelle. Występują liczne trichocysty. Mikronukleus zwarty, leżący we wgłębieniu dużego makronukleusa, w środkowej części ciała. Występują 2 wodniczki tętniące. 

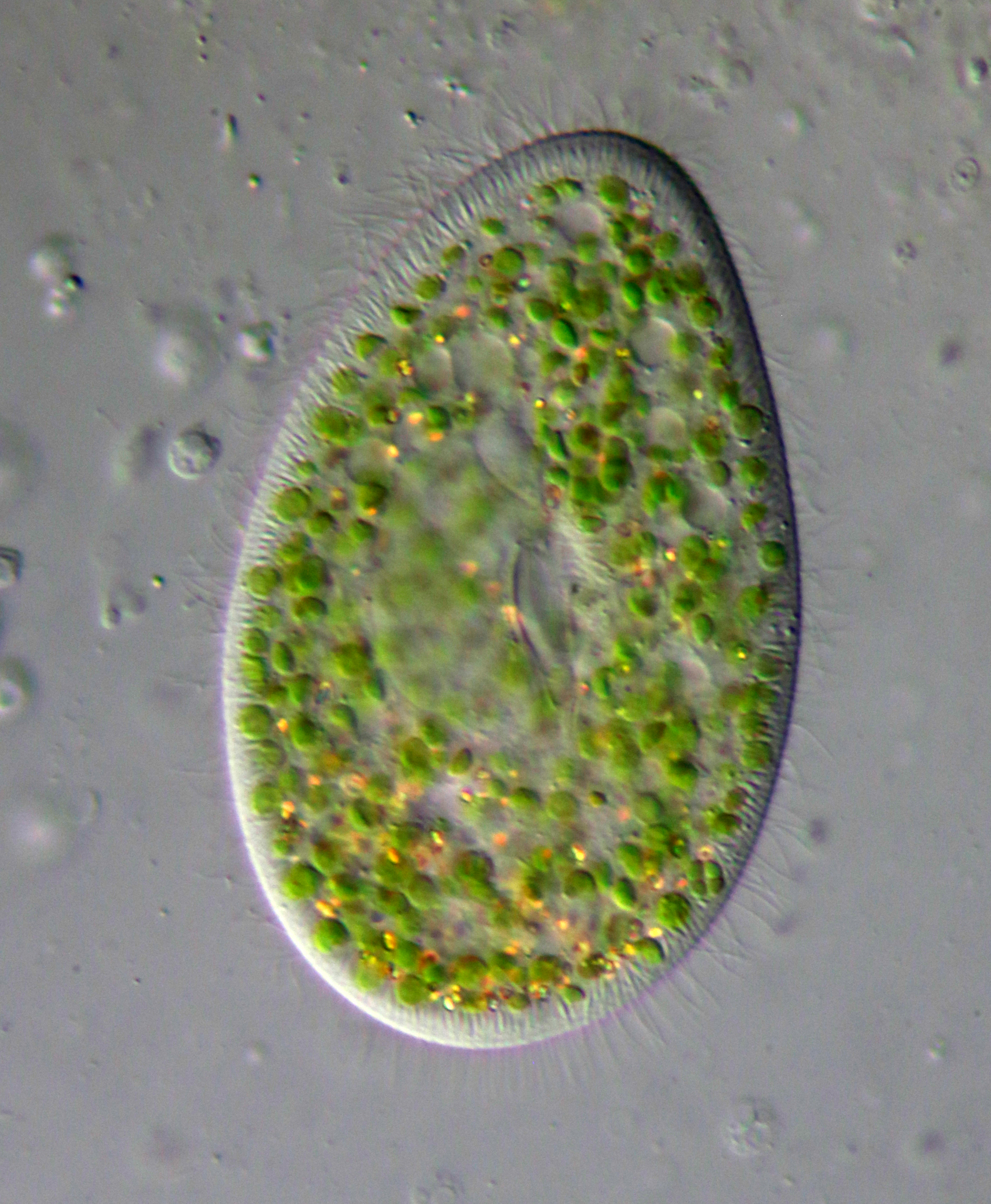
Paramecium bursaria, występuje w wolno-płynących i zasobnych w substancje odżywcze wodach. Jest to gatunek pospolity, acz mniej znany niż jego krewniacy

## Występowanie
P. bursaria to takson rozpowszechniony na całym świecie. Gatunek jest pospolity, aczkolwiek nie tak znany jak P. caudatum lub P. aurelia. Występuje w wolno-płynących i zasobnych w substancje odżywcze wodach, dobrze natlenionych, β-mezosaprobowych. 

## Biologia i zależności symbiotyczne
Symbioza jest zjawiskiem powszechnym u zwierząt i roślin, jednak pozostaje słabo poznana. Najlepiej poznaną symbiozą gospodarz-symbiont jest ta pomiędzy P. bursaria – Chlorella sp.
Jest miksotrofem. Orzęsek posiada setki zoochlorelli z rodzajów chlorella (Chlorella) oraz Micractinium. W innych pracach konkretniejsze dane zostały opublikowane o symbiontach, europejskie i amerykańskie populacje dzierżą zwykle chlorellę zwyczajną (Ch. vulgaris), niekiedy znajdywano we wnętrzu komórek glony z rodzaju Coccomyxa, a także dopatrzono się podwójnej symbiozy, kiedy to w tym pantofelku występowały też Choricystis parasitica (syn. minor) związane z niezidentyfikowaną algą, podobną z wyglądu do chlorelli. Wykazano też polifiletyzm pomiędzy trzema symbiotycznymi Chlorella, co oznacza, że te taksony mają inne pochodzenie. Glony przechodzą do komórki poprzez wodniczki pokarmowe; spożyte w dużej ilości zakłócają przebieg trawienia – prawdopodobnie uniemożliwiają uwalnianie enzymów trawiennych. Gatunek tego protista jest przytaczany jako przykład endosymbiozy obligatoryjnej. P. bursaria nie posiada chloroplastów – ich rolę pełnią endosymbiotyczne glony. W przeciwieństwie do koralowców lub porostów, komórki potomne otrzymują symbiotyczne algi od matczynych komórek. Symbionty są w stanie pobierać wartości odżywcze od gospodarza, gdy ten jest dobrze odżywiony i znajduje się w środowisku, w którym brakuje światła. 
Klony nie przeprowadzają koniugacji między sobą. W trakcie tego procesu symbiotyczne algi pozostają w gospodarzu, w trakcie podziału komórki matczynej, jak wspomniano, komórki potomne otrzymują glony. Wyróżnia się 4 okresy rozwojowe populacji klonów. Pierwszym jest niedojrzałość płciowa, kiedy to komórki nie rozmnażają się (przykładowo poprzez koniugację); drugim jest stadium przejściowe, kiedy to nieliczne komórki się mnożą; trzecim to okres dojrzałości, wówczas osobniki się mnożą i często przeprowadzają koniugację (okres ten trwa kilka lat); natomiast ostatnim stadium jest okres spadku liczebności populacji, co skutkuje wymarciem wielu osobników. Stwierdzenie tych okresów daje możliwość badania postępu starzenia.
Zaobserwowano, że ten orzęsek może reagować fototaktycznie pozytywnie i negatywnie zależnie od zastosowanego natężenia światła.

## Znaczenie
Jest to organizm modelowy w badaniach nad endosymbiozą wśród orzęsków i alg.